# Ян Левин
Ян Александрович Левин (13 ноября 1981, Ярославль, СССР — 30 мая 2021, Санкт-Петербург, Россия) — ярославский краевед, коллекционер, предприниматель, историк, писатель.

## Биография
Ян Левин получил известность как экскурсовод и краевед в 2000-е годы со своим проектом «Ярославские детали». В нём он рассказывал о своих находках в городской среде Ярославля — уникальных деталях города, на которые мало кто обращал внимание. Следствием проекта стало появление книги «100 деталей Ярославля», которая в 2010 году была признана лучшей книгой в номинации «Увлекательное краеведение» VI Всероссийского конкурса региональной и краеведческой литературы «Малая Родина» (в рамкахвыставки-ярмарки «Книги России») и победила в номинации «Моя страна» VII Международного конкурса государств-участников СНГ «Искусство книги». Я. Левин также является автором книг «К последнему морю», «Охота за страховыми досками» и «Четырнадцать японских кораблей или Приключения расторопных ярославцев на рубеже эпох».
В качестве экскурсовода проводил экскурсии по Красному перекопу — отдаленному, но старинному району города, имевшему на рубеже XX—XXI веков репутацию криминального.
В последние годы жизни активно вел свой блог в Инстаграме и во ВКонтакте, публикуя статьи о своих находках, путешествиях и Ярославле.

## Предпринимательство и коллекционирование
Я. А. Левин был совладельцем таких пивных заведений как «Пинта» (Ярославль, Новороссийск), «Брюгге», «Хмель&Гриль», а также магазина антиквариата и интересных исторических деталей «Моя Прелесть».
Будучи любителем коллекционирования различных уникальных вещиц, Ян Левин стремился не прятать свои коллекции, а наоборот вызвать интерес людей. В дизайне заведений «Пинта», «Брюгге» и «Хмель&Гриль» можно встретить множество артефактов и других исторических экспонатов, которые Я. Левин успел найти за свою жизнь.
Также открыл в городе Ярославле несколько памятников и памятных досок — таблички «На этом месте 24 июня 1794 года ничего не произошло», «В этом здании с 2143 по 2157 год жил и работал великий русский ученый, изобретатель машины времени Гарин Петр Петрович», памятников потерянному кошельку и потерянному айфону.

## Смерть и похороны
Скончался 30 мая 2021 года на сороковом году жизни в Санкт-Петербурге от COVID-19.
Похороны состоялись 4 июня 2021 года. Прощание состоялось в Успенском соборе.Похоронен на Леонтьевском кладбище города Ярославля рядом с братской могилой жертв «Блокадного Ленинграда».
В феврале 2022 г. в Ярославле прошла выставка памяти Яна Левина.